# Marian Savu
Marian Savu (ur. 11 października 1972 w Pietroșani) – rumuński piłkarz, grający na pozycji napastnika.

## Kariera piłkarska

### Kariera klubowa
Wychowanek klubu Flacăra Moreni, skąd w 1990 został zaproszony do Dinama Bukareszt. Grał na zasadach wypożyczenia w klubach Flacăra Moreni i FC Brașov. W 1996 przeszedł do Naționala Bukareszt, w barwach którego w 2000 zdobył tytuł króla strzelców rumuńskiej Divizii A. Latem 2000 po raz pierwszy wyjechał za granicę, gdzie podpisał kontrakt z ukraińskim Szachtarem Donieck. Wiosną 2001 został wypożyczony do Metałurha Donieck. W lutym 2002 powrócił do Naționala Bukareszt. Latem 2002 ponownie wyjechał za granicę, gdzie bronił barw cypryjskiego AEL-u Limassol i węgierskiego Videotona FC. Latem 2004 kolejny raz wrócił do Naționala Bukareszt. W 2007 zakończył karierę piłkarską w klubie Petrolul Ploeszti.

## Sukcesy i odznaczenia

### Sukcesy klubowe
- wicemistrz Rumunii: 1993, 1997, 2002
- brązowy medalista Mistrzostw Rumunii: 1991, 1994, 1995
- wicemistrz Ukrainy: 2001

### Sukcesy indywidualne
- król strzelców Mistrzostw Rumunii: 2000